# Jaedae District
Jaedae District är ett distrikt i Liberia.   Det ligger i regionen Sinoe County, i den sydöstra delen av landet, 280 km sydost om huvudstaden Monrovia.